# Lugnano in Teverina
Lugnano in Teverina és un municipi italià situat a la regió d'Úmbria i a la província de Terni. El 2018 tenia 	1.453 habitants.